# Knud Andersen (zoolog)
 Der er flere personer med dette navn, se Knud Andersen.
Knud Christian Andersen (født 29. april 1867 på Frederiksberg, død juni 1918 i England) var en dansk zoolog, der særligt forskede i flagermus.

## Karriere
Mod slutningen af 1800-tallet arbejdede Andersen som ornitolog og udførte feltstudier på Færøerne. I 1901 tildelte Ferdinand 1. af Bulgarien ham en stilling på Zoologisk Museum i Sofia. Han opsagde dog sin stilling igen som følge af frustrationer over arbejdsbetingelserne. I 1904 blev han ansat af British Museum til at forske i flagermus omkring Stillehavet, i Sydøstasien og Queensland. Han var særligt interesseret i slægten flyvende ræv og hesteskoflagermus, hvor han beskrev 15 arter. Han udgav 13 videnskabelige artikler om den sydøstasiatiske hesteskoflagermus. Hans mest berømte værk var Catalogue of the Chiroptera in the Collection of the British Museum, der er blandt de mest omfattende om flyvende ræve. I 1918 forsvandt han sporløst, og hans lig blev aldrig fundet.
Andersen blev udnævnt som fellow af Zoological Society of London (ZSL) i 1909.

## Dedikeret taxa
Rhinolophus anderseni (1909 af Ángel Cabrera; ikke længere gyldig taksonomi, underarterne anderseni og aequalis betragtes i dag som synonymer for arterne Rhinolophus arcuatus og Rhinolophus acuminatus). Dobsonia anderseni (1914 af Oldfield Thomas), Artibeus anderseni (1916 af Wilfred Hudson Osgood).

## Udvalgte publikationer
- Meddelelser om faeroernes Fugle med saerligt Hensyn til Nolsø, efter skriftlige Oplysninger (med P.F. Petersen), 1894
- Diomedea melanophrys, boende paa Færøerne, 1894 (Engelsk: Diomedea melanophrys in the Faröe Islands, 1895)
- Sysselmand H.C. Müller’s haandskrevne optegnelser om Færøoerne Fugle (med Hans Christopher Müller), 1901
- Knud Andersen (1909), "Notes on the Genus Acerodon, with a Synopsis of its Species and Subspecies, and Descriptions of Four new Forms", Annals and Magazine of Natural History, 3: 20-29, doi:10.1080/00222930908692540, Wikidata  Q115707434
- Catalogue of the Chiroptera in the collection of the British Museum, Volume 1, Megachiroptera, (2nd udgave). British Museum (Natural History), London. 1912.
- On the determination of age in bats, 1917

## Arter beskrevet af Knud Andersen
- - Acerodon humilis K. Andersen 1909
  - Dobsonia praedatrix K. Andersen 1909
  - Dobsonia inermis K. Andersen 1909
  - Dobsonia exoleta K. Andersen 1909
  - Eonycteris major K. Andersen 1910
  - Pteropus cognatus K. Andersen 1908
  - Pteropus intermedius K. Andersen 1908
  - Pteropus lylei K. Andersen 1908
  - Pteropus speciosus K. Andersen 1908
  - Pteropus pelewensis K. Andersen 1908
  - Pteropus pilosus K. Andersen 1908
  - Pteropus yapensis K. Andersen 1908
  - Rousettus celebensis K. Andersen 1907
  - Macroglossus sobrinus K. Andersen 1911
  - Nyctimene minutus K. Andersen 1910
  - Nyctimene cyclotis K. Andersen 1910
  - Nyctimene certans K. Andersen 1912
  - Pteralopex anceps K. Andersen 1909
  - Rhinolophus nereis K. Andersen 1905
  - Rhinolophus monoceros K. Andersen 1905
  - Rhinolophus madurensis K. Andersen 1918
  - Rhinolophus simulator K. Andersen 1904
  - Rhinolophus virgo K. Andersen 1905
  - Rhinolophus thomasi K. Andersen 1905
  - Rhinolophus subrufus K. Andersen 1905
  - Rhinolophus sinicus K. Andersen 1905
  - Rhinolophus robinsoni K. Andersen 1918
  - Rhinolophus shortridgei K. Andersen 1918
  - Rhinolophus sedulus K. Andersen 1905
  - Rhinolophus stheno K. Andersen 1905
  - Rhinolophus inops K. Andersen 1905
  - Rhinolophus celebensis K. Andersen 1905
  - Rhinolophus cognatus K. Andersen 1906
  - Rhinolophus eloquens K. Andersen 1905
  - Rhinolophus darlingi K. Andersen 1905
  - Hipposideros nequam K. Andersen 1918
  - Hipposideros pomona K. Andersen 1918
  - Hipposideros beatus K. Andersen 1906
  - Hipposideros dinops K. Andersen 1905
  - Artibeus aztecus K. Andersen 1906
  - Artibeus hirsutus K. Andersen 1906
  - Nycteris aurita (K. Andersen 1912)
  - Nycteris gambiensis (K. Andersen 1912)
  - Nycteris major" (K. Andersen 1912)
  - Nycteris nana (K. Andersen 1912)
  - Nycteris tragata (K. Andersen 1912)
  - Nycteris woodi K. Andersen 1914
  - Mormopterus doriae K. Andersen 1907
  - Dobsonia crenulata K. Andersen 1909